# Koei
Koei Co., Ltd. (コーエー, Kōē), autrefois 光栄 [Kōei] est une société japonaise de développement et d'édition de jeux vidéo fondée en 1978 par la famille Yōichi Erikawa & Keiko Erikawa de l'Université Keiō. Koei possède également une division connue sous le nom de Ruby Party, qui se concentre sur les jeux vidéo otome.

## Historique

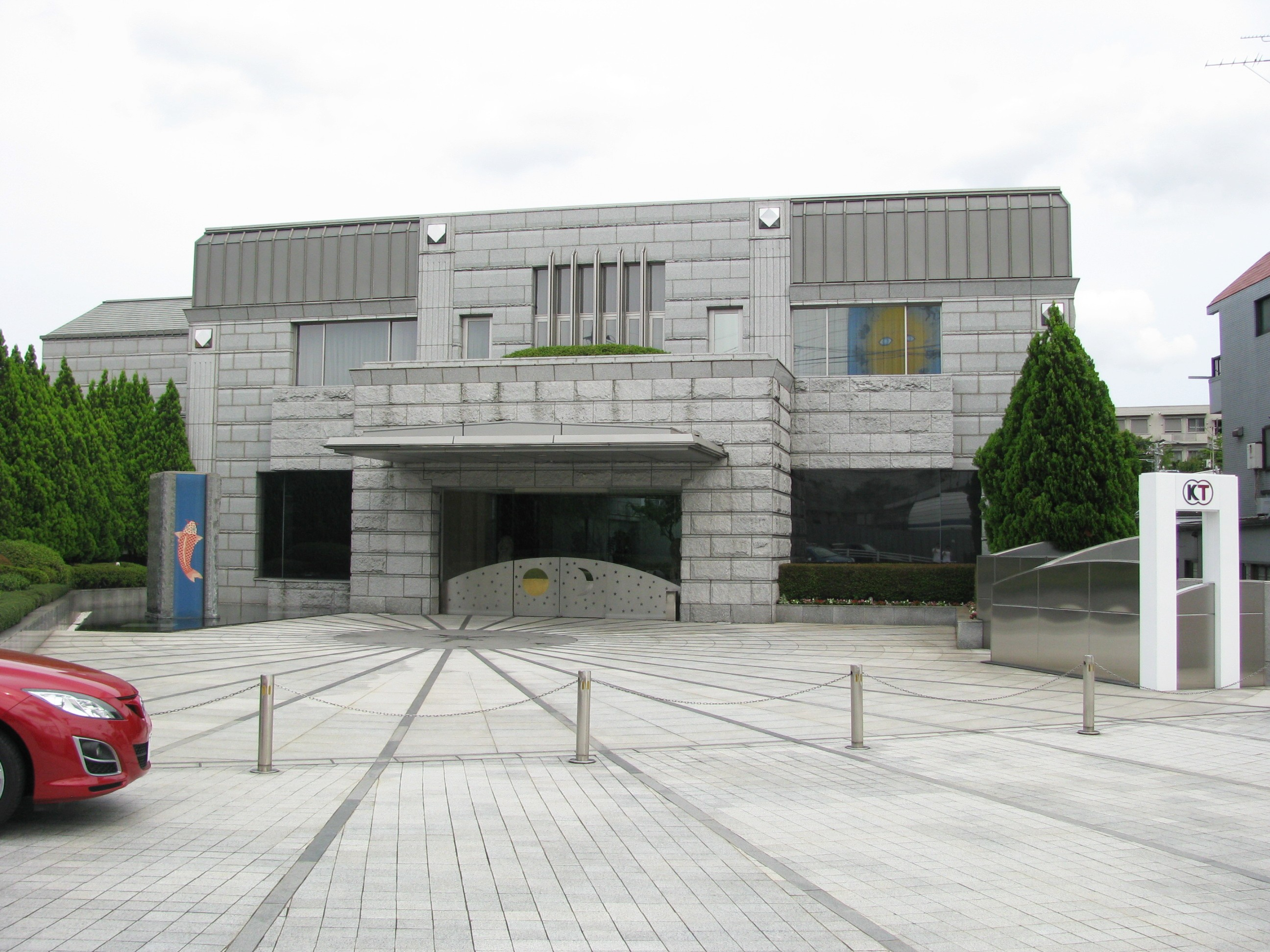
Siège social de Koei Tecmo à Kōhoku-ku, Yokohama, au Japon.

En 1982, la société publia un titre érotique qui était un des premiers jeux de rôle et d'aventure avec des graphismes en couleur,. Le jeu fut un succès, aidant Koei à devenir une importante société dans le monde des logiciels. En mars de la même année, Koei publia le premier jeu de rôle connu au Japon.
La popularité de ses jeux de simulations permis à Koei de rester rentable, puisqu'elle pouvait prédire de manière fiable le nombre d'exemplaires de ses jeux qui se vendraient
ce qui était particulièrement important à l'époque des cartouches, où un surplus d'inventaires invendues pour un seul titre suffisait souvent à ruiner une entreprise au complet,.
Le 4 septembre 2008, Koei annonce des pourparlers pour racheter son concurrent en difficulté Tecmo,. En novembre 2008, les deux sociétés conviennent de fusionner le 1er avril 2009 pour former la holding Koei Tecmo Holdings. Le 26 janvier 2009, les deux sociétés approuvent la fusion, et Koei Tecmo Holdings est créée le 1er avril 2009 tel que prévu. L'année suivante, Koei change de nom pour Tecmo Koei Games en absorbant Tecmo le 1er avril 2010,. Les filiales de Koei aux États-Unis, en Europe et en Corée avaient déjà changé de nom pour Tecmo Koei plusieurs mois avant leur société mère japonaise.
Les activités de développement des anciennes sociétés Koei et Tecmo ont été séparées le 15 mars 2010 en tant que nouvelles filiales distinctes sous les noms de  Koei Co, Ltd et  Tecmo Co, Ltd respectivement. Mais l'année suivante, elles sont absorbées par leur société-mère Tecmo Koei Games en date du 1er avril 2011.
En 2014, Tecmo koei Games, tout comme l'ensemble du groupe Tecmo Koei Holdings, voit son nom passer de "Tecmo Koei" à "Koei Tecmo" pour prendre le nom de Koei Tecmo Games sans aucune modification dans le logo d'entreprise.

### Produits
Koei est notamment l'éditeur des sagas Dynasty Warriors (Shin Sangoku Mosou au Japon), jeux de type beat them all et Romance Of The Three Kingdoms (Sangokushi au Japon), qui quant à lui est un jeu de stratégie. Ces deux séries portent sur l'histoire des trois royaumes dans la Chine Médiévale du IIIe siècle après la chute de la dynastie Han.

La série des Dynasty Warriors en est à son huitième volet et Romance Of The Three Kingdoms au XIe volet. Koei est aussi l'auteur de BladeStorm sorti en 2007, qui a pour cadre la guerre de Cent Ans entre Anglais et Français. Tous ces jeux sont développés par le studio japonais Omega Force.

### Liste de jeux
Sources : Koei Tecmo Europe.com
- 1983 : Night Life (PC-88)
- 1987 : Genghis Khan (NEC PC-9801, MSX, NES, MS-DOS, Amiga)
- 1988 : Nobunaga's Ambition
- 1989 : Bandit Kings of Ancient China
- 1989 : L'Empereur
- 1989 : Romance of the Three Kingdoms (Amiga, DOS)
- 1990 : Famicom Top Management
- 1990 : Uncharted Waters (PC)
- 1991 : Brandish
- 1991 : Inindo: Way of the Ninja
- 1992 : Aerobiz
- 1992 : Gemfire
- 1992 : P.T.O.: Pacific Theater of Operations
- 1993 : Aerobiz Supersonic
- 1993 : Genghis Khan II: Clan of the Gray Wolf
- 1993 : Leading Company
- 1993 : Liberty or Death
- 1993 : Operation Europe: Path to Victory
- 1994 : Angelique (アンジェリーク)
- 1994 : Rise of the Phoenix
- 1994 : Stop That Roach!
- 1994 : Top Management II
- 1994 : Tamashii no Mon
- 1997 : Mahjong 64
- 1997 : Dynasty Warriors
- 1998 : Destrega
- 1998 : Aoki Ookami to Shiroki Mejika IV: Genghis Khan
- 1999 : Saiyuki: Journey West
- 1999 : Sweet Ange
- 1999 : Sangokushi Sousouden
- 2000 : Haruka: Beyond the Stream of Time
- 2000 : Harukanaru Toki no Naka de (PS2)
- 2000 : Kessen (PS2)
- 2001 : Gitaroo Man
- 2001 : Yanya Caballista: City Skater
- 2001 : Operation WinBack
- 2002 : Kessen II (PS2)
- 2002 : G1 Jockey (PS2)
- 2002 : Gitaroo Man
- 2002 : Crimson Sea
- 2002 : Dynasty Tactics
- 2002 : La Pucelle: Tactics
- 2002 : Mystic Heroes
- 2002 : P.T.O. IV: Pacific Theater of Operations
- 2003 : Naval Ops: Warship Gunner
- 2004 : Atelier Iris: Eternal Mana
- 2004 : Naval Ops: Commander
- 2004 : Taikō Risshiden
- 2005 : Kessen III (PS2)
- 2005 : Atelier Iris 2: The Azoth of Destiny
- 2005 : Colosseum: Road to Freedom
- 2006 : Atelier Iris 3: Grand Phantasm
- 2006 : Mahjong Taikai Wii
- 2006 : Naval Ops: Warship Gunner 2
- 2006 : Neo Angelique
- 2006 : Operation WinBack 2: Project Poseidon
- 2007 : Bladestorm: The Hundred Years' War
- 2007 : Dynasty Warriors: Gundam
- 2007 : La Corda d'Oro
- 2007 : Opoona
- 2007 : Winning Post 7: Maximum 2007
- 2007 : Warriors Orochi(PS3, PSP et Xbox 360)
- 2007 : Soul Nomad & the World Eaters
- 2008 : Warriors Orochi 2(PS3, PSP et Xbox 360)
- 2008 : Dynasty Warriors: Gundam 2
- 2008 : Pop Cutie! Street Fashion Simulation
- 2008 : Prey the Stars
- 2008 : Winning Post 7: Maximum 2008
- 2009 : Warriors Orochi Z
- 2009 : Atelier Annie: Alchemists of Sera Island
- 2009 : Dynasty Warriors: Strikeforce (PSP, PS3 et Xbox 360)
- 2009 : Ninja Gaiden Sigma 2 (PS3 et PlayStation Vita)
- 2010 : Dynasty Warriors: Gundam 3
- 2010 : Samurai Warriors 3 (Wii et PSP)
- 2010 : Fist of the North Star: Ken's Rage (PS3 et Xbox 360)
- 2010 : Dynasty Warriors: Strikeforce 2 (PSP et PS3)
- 2011 : Trinity: Souls of Zill O’ll (PS3)
- 2011 : Champion Jockey: G1 Jockey et Gallop Racer (PS3, Xbox 360 et Wii)
- 2011 : Warriors: Legends of Troy (PS3 et Xbox 360)
- 2011 : Dynasty Warriors 7 (PS3, PSP et Xbox 360)
- 2011 : Warriors Orochi 3 (PS3, PSP et Xbox 360)
- 2011 : Dynasty Warriors Next (PlayStation Vita)
- 2012 : One Piece: Pirate Warriors (PS3)
- 2012 : Fist of the North Star: Ken's Rage 2 (PS3 et Xbox 360)
- 2013 : One Piece: Pirate Warriors 2 (PS3 et PlayStation Vita)
- 2013 : Toukiden (PlayStation Vita)
- 2013 : Dynasty Warriors 8 (PS3, PlayStation Vita et Xbox 360)
- 2013 : Warriors Orochi 3 Ultimate (PS3 et PlayStation Vita)
- 2013 : Shin Gundam Musou (PS3 et PlayStation Vita)
- 2013 : Nobunaga's Ambition: Sphere of Influence (PS3, PS4, PlayStation Vita, PC, et Switch)
- 2014 : Yaiba: Ninja Gaiden Z (PS3, Xbox 360, et PC)
- 2014 : Samurai Warriors 4 (PS3 et PlayStation Vita)
- 2014 : Hyrule Warriors (Wii U)
- 2015 : Dead or Alive 5 Last Round (PS3, PS4, Xbox 360, Xbox One, et PC)
- 2014 : Atelier Shallie: Alchemists of the Dusk Sea (en) (PS3 et PlayStation Vita)
- 2015 : One Piece: Pirate Warriors 3 (PS4, Xbox One et PC)
- 2015 : Atelier Sophie: The Alchemist of the Mysterious Book (en) (PS3, PS4, PlayStation Vita et PC)
- 2015 : Dissidia Final Fantasy NT (Arcade et PS4)
- 2016 : Romance of the Three Kingdoms XIII (en) (PS3, PS4, PlayStation Vita, Switch et PC)
- 2016 : Attack on Titan (en) (PS3, PS4, PlayStation Vita, Xbox One et PC)
- 2016 : Dead or Alive Xtreme 3 (PS4 et PlayStation Vita)
- 2016 : Toukiden 2 (en) (PS3, PS4, PlayStation Vita et PC)
- 2016 : Dynasty Warriors: Godseekers (en) (PS3, PS4 et PlayStation Vita)
- 2016 : Berserk and the Band of the Hawk (PS3, PS4, PlayStation Vita et PC)
- 2016 : Atelier Firis: The Alchemist and the Mysterious Journey (en) (PS4, PlayStation Vita, et PC)
- 2016 : Samurai Warriors: Spirit of Sanada (PS3, PS4, PlayStation Vita, Switch et PC)
- 2017 : Nioh (PS4 et PC)
- 2017 : Warriors All-Stars (PS4, PlayStation Vita et PC)
- 2017 : Blue Reflection (en) (PS4, PlayStation Vita et PC)
- 2017 : Nights of Azure 2 : Bride of the New Moon (PS4, PlayStation Vita, Switch et PC)
- 2017 : Fire Emblem Warriors (New Nintendo 3DS et Switch)
- 2017 : Nobunaga's Ambition: Taishi (PS4, Switch et PC)
- 2017 : Atelier Lydie & Suelle: The Alchemists and the Mysterious Paintings (en) (PS4, PlayStation Vita, Switch et PC)
- 2018 : Dynasty Warriors 9 (PS4, Xbox One et PC)
- 2018 : Attack on Titan 2 (en) (PS4, Xbox One, Switch et PC)
- 2018 : Warriors Orochi 4 (PS4, Xbox One, Switch et PC)
- 2021 : Persona 5 Strikers (PS4,Switch et PC)